# 假还阳参
假还阳参（学名：Crepidiastrum lanceolatum），又名细叶假黄鹌菜，是菊科假还阳参属的多年生草本植物。分布在日本島根縣、山口縣的沿海地區以及沖縄、朝鮮半島南部和中国沿海地區。